# Vzdělávání
Vzdělávání je proces, který podporuje a napomáhá učení. V češtině se v návaznosti na mezinárodně obvyklé vymezení pojmů zpravidla odlišuje formální a neformální vzdělávání jako záměrné, strukturované a organizované aktivity od informálního učení, které organizovanou formu, strukturu a leckdy i záměr postrádá.
V protikladu ke vzdělávání je vzdělání obvykle chápáno nikoli jako proces, nýbrž jako stav, k němuž vzdělávání vede. V tomto pojetí lze vzdělání chápat buď jako souhrn osvojených znalostí, dovedností a schopností jednotlivého člověka, nebo úžeji jako formální uznání výsledků učení (stupeň vzdělání, v anglofonním světě se tomuto užšímu vymezení blíží pojem kvalifikace).
Teorií vzdělávání se zabývá pedagogika a didaktika, které v různých podobách zkoumají formy, postupy a cíle výuky a učení.

## Zásady vzdělávání
Školství má své zásady, kterými se řídí a které jsou i legislativně zakotveny. Týkají se všech oblastí školství a vzdělávání. Patří mezi ně:
- Zásada rovného přístupu ke vzdělání pro občany ČR a občany členský států EU bez jakékoliv diskriminace. (mají stejná práva a povinnosti).
- Zásada úcty, respektu, solidarity, důstojnosti a názorové snášenlivosti účastníků vzdělávání. (mezi sebou a mezi učiteli a žáky).
- Zásada volného šíření poznatků, které vyplývají ze současného poznání (pochopení) světa. (není zakázáno o něčem mluvit). Mimo politické a náboženské agitace.
- Zásada zdokonalování vzdělávání na základě vědy a výzkumu a používání účinných moderních pedagogických metod.
- Zásada bezplatného přístupu k základnímu a středoškolskému vzdělání pro občany ČR a občany členských států EU v případě, že zřizovatelem je stát, kraj nebo obec.
- Zásada hodnocení výsledků vzdělávání vzhledem k dosaženým cílům vzdělávání, které jsou stanoveny školským zákonem a vzdělávacími programy. (co všechno se má za určité období naučit).
- Zásada možnosti vzdělávání se po dobu celého života (univerzity třetího věku).

## Vzdělávání ve světě
Následující seznam obsahuje jen vybrané země. Další existující články naleznete v kategorii Vzdělávání podle zemí.
- Vzdělávání v Česku
- Vzdělávací systém Německa
- Rakouský vzdělávací systém
- Vzdělávání v Rusku